# Wiardus Willem Buma
Wiardus Willem Buma (Leeuwarden, 11 oktober 1802 – aldaar, 10 september 1873) was een Nederlands jurist, bestuurder en publicist.

## Leven en werk
Buma was een zoon van Mr. Bernhardus Buma en Rolina Maria Hora Siccama. Hij studeerde aan de Latijnse school in Leeuwarden en vanaf 1819 rechten aan de Groninger Hogeschool. Hij promoveerde in 1823 op zijn proefschrift de Jure Gratiae. Na zijn studie vestigde hij zich als advocaat in Leeuwarden.
Buma trouwde in 1823 met Maria de With (1803-1878), dochter van Jan Minnema de With en Catharina van Haersma. Uit hun huwelijk werden twaalf kinderen geboren. Door hun vernoemingsmethode, waarbij familieleden met naam en toenaam werden vernoemd, ontstonden de nieuwe familienamen Hopperus Buma, Van Haersma Buma en de Blocq van Haersma Buma. Zij waren ouders van onder anderen Bernhardus Hopperus Buma. Ter herdenking van hun 45-jarig huwelijksjubileum in 1868 maakte zilversmid Tjeerd Annes Keikes een herinneringsmedaille.
Buma werd in 1829 lid van de Provinciale Staten en in 1832 lid van de Gedeputeerde Staten van Friesland. Hij trad in 1845 terug als gedeputeerde en werd in dat jaar curator van het stedelijk Gymnasium. In 1834 werd hij rechter-plaatsvervanger bij de rechtbank van eerste aanleg in Leeuwarden. Hij werd dat jaar gekozen tot lid van de Tweede Kamer, maar bedankte voor de eer. In 1845 werd hij raadsheer en in 1863 president van het Provinciaal Gerechtshof van Friesland.
Buma schreef een aantal brochures die te maken hadden met kerkelijk recht en historische artikelen voor De Vrije Fries, tijdschrift van het Provinciaal Friesch Genootschap ter Beoefening van Friesche Geschied-, Oudheid- en Taalkunde.
Buma werd in 1840 benoemd tot Ridder in de Orde van de Nederlandse Leeuw. Hij overleed op bijna 72-jarige leeftijd en werd begraven op de begraafplaats van de familie Buma in Weidum.